# Мариус Найденов
Мариус Найденов е български футболист, нападател. Играе за отбора на ФК Хасково 2009.

## Кариера
Започва да се занимава с футбол от малко момче в отбора на Хасково. Един от любимците на преданата хасковска публика. Един от хората, на който се дължи прогреса на футболен клуб Хасково и втората позиция, която тима зае в Б група през сезон 2013/2014.